# Reto Agosti

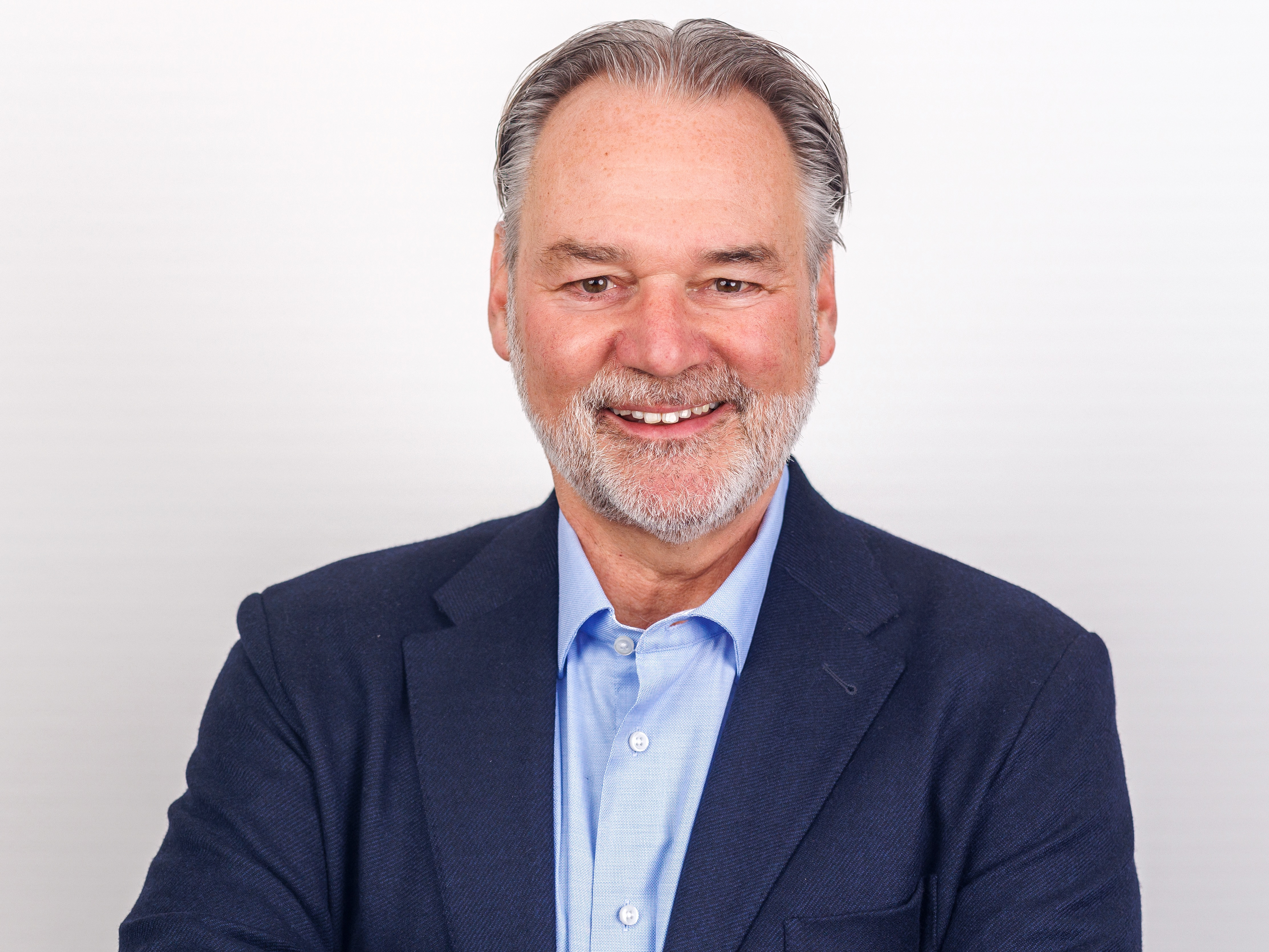
Reto Agosti (2023)

Reto Agosti (* 26. Oktober 1957) ist ein Schweizer Politiker (FDP) und Arzt. Seit 2023 ist er Kantonsrat.

## Leben
Reto Agosti studierte Humanmedizin an der Universität Zürich. 1988 legte er das Staatsexamen ab und schrieb seine Dissertation. Von 1988 bis 1991 arbeitete er am Universitätsspital Zürich in der Neuropathologie und der Neurologie, bevor er 1991 in die USA zog, um seine Fachkompetenz im Lemuel Shattuck Hospital in Boston und im Mount Sinai Hospital in New York zu vertiefen. Von 1995 bis 1999 absolvierte Reto Agosti an der Boston University und am Massachusetts General Hospital in Boston verschiedene Fellowships in den Fachbereichen Neurorehabilitation, Neuropsychologie und Migräne. Seine Passion für Neurologie führte ihn 1999 zurück nach Zürich, wo er bis 2002 die Abteilung für Kopfweh und Schmerz am Universitätsspital Zürich leitete. Im selben Jahr gründete er das Kopfwehzentrum Hirslanden. Seit 2002 ist Reto Agosti Facharzt für Neurologie sowie Leiter und Chefarzt des Kopfwehzentrum Hirslanden.
Er hat eine Tochter.

## Politik
Agosti wurde 2023 für die FDP in den Kantonsrat Zürich gewählt. Dort ist er Mitglied der Kommission für Soziales und Sicherheit (KSSG).